# 木野龍逸
木野 龍逸（きの りゅういち、1966年 - ）は、フリーランスのジャーナリスト。

## 経歴
千葉県出身。日本大学経済学部卒業。編集プロダクションに所属後、オーストラリア在住日本人向けフリーペーパーやアウトドア雑誌の編集部などを経て、現在フリーランス。日本ペンクラブ会員。
自動車と環境やエネルギーとの関係、次世代自動車などについて、日本・アジア・欧米で取材を行ってきた。福島第一原子力発電所事故後、東京電力の記者会見に精力的に出席し続け、また日本国政府の会見や福島県内での取材を続けている。

## 著書
- 単著『ハイブリッド』文春新書、文藝春秋、2009年4月、ISBN 978-4-16660692-4
- 日隅一雄との共著『検証福島原発事故・記者会見 : 東電・政府は何を隠したのか』岩波書店、2012年1月、ISBN 978-4-00024669-9
- 単著『検証福島原発事故・記者会見2 : 「収束」の虚妄』岩波書店、2013年2月、ISBN	978-4-00024683-5
- 単著『検証福島原発事故・記者会見3 : 欺瞞の連鎖』岩波書店、2014年2月、ISBN 978-4-00024694-1